# 883. pr. Kr.
◄ | 10. stoljeće pr. Kr. | 9. stoljeće pr. Kr. | 8. stoljeće pr. Kr. | ►
◄ | 910-ih pr. Kr. | 900-ih pr. Kr. | 890-ih pr. Kr. | 880-ih pr. Kr. | 870-ih pr. Kr. | 860-ih pr. Kr. | 850-ih pr. Kr. | ►
◄◄ | ◄ | 886. pr. Kr. | 885. pr. Kr. | 884. pr. Kr. | 883 pr. Kr. | 882. pr. Kr. | 881. pr. Kr. | 880. pr. Kr. | ► | ►►
Astronomija

## Događaji
- Ašurnasirpal II. nasljeđuje na asirijskom prijestolju kralja Tukultininurtu II.
- Ela, nasljeđuje na izraelskom prijestolju svoga oca, kralja Bašu.